# 勞動讚歌
「勞動讃歌」（労働讃歌）是桃色幸運草Z的第6張（通算第8張）的單曲。於2011年11月23日由STARCHILD發售。

## 收錄曲

### CD

#### 初回限定盤
1. 勞動讚歌
作詞：大槻ケンヂ、作曲・編曲：Ian Parton
2. 聖誕老人
作詞・作曲・編曲：前山田健一

#### 通常盤
1. 勞動讚歌
2. 聖誕老人
3. BIONIC CHERRY
作詞：只野菜摘、作曲・編曲：AKIRASTAR
電影『サルベージ・マイス』主題歌

初回限定盤DVD
- A：勞動讚歌 （MUSIC CLIP）、封面A類型
- B：聖誕老人 （MUSIC CLIP）、封面B類型

## 外部連結
- ももくろ記者 オーケン直撃取材だZ!! （页面存档备份，存于）ナタリー、2012年12月5日閲覧